# Santissima Annunziata (Florenz)
Santissima Annunziata ist eine römisch-katholische Kirche vom Rang einer Basilica minor in Florenz und die Gründungs- und Klosterkirche des Servitenordens. Die im 13. Jahrhundert gegründete und vor allem in der ersten Hälfte des 15. Jahrhunderts zur heutigen Gestalt umgebaute Kirche ist Namensgeberin der angrenzenden Piazza und beherbergt eines der wichtigsten und am meisten verehrten Heiligtümer der Stadt. Ihren Namen und ihr Patrozinium hat sie nach der Verkündigung Mariä, ital.: Santissima Annunziata.

## Geschichte

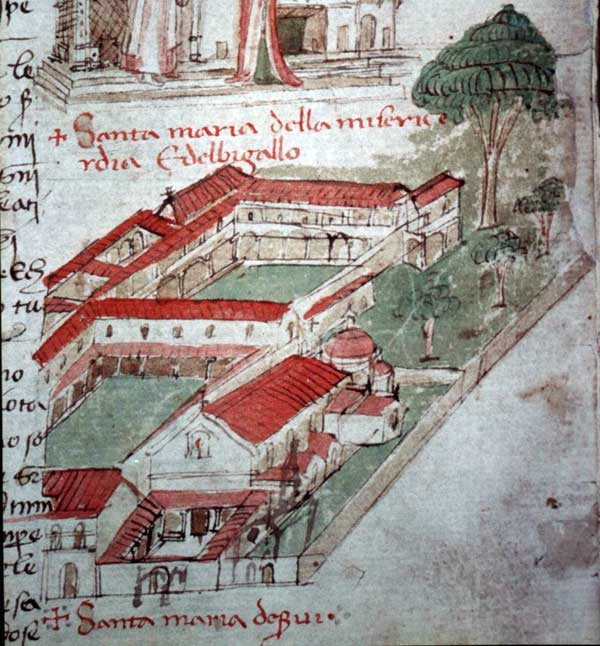
Historischer Zustand um 1450 im Codex Rustici

Der Legende nach wurde der spätere Bettelorden der Serviten 1233 durch sieben Kaufleute in Florenz begründet. Nachdem sich die Laienbruderschaft um 1245/46 zu einer religiösen Gemeinschaft mit festen Regeln entwickelt hatte, wurde ihr im Februar 1250 das Recht eines Kirchenbaus zugestanden. Dessen Baugrund befand sich damals außerhalb der Stadtmauern von Florenz. Mit dem von 1280 bis 1333 erbauten letzten Mauerring wurde die bereits 1254 baulich erweiterte Kirche der Santissima Annunziata Teil des Stadtgebiets. Der beständig vergrößerte und ausgeschmückte Kirchenbau und die soziale Aktivität des Ordens prägte in den folgenden Jahrzehnten die urbanistische Entwicklung und Gestaltung der später als Piazza dell’Annunziata bekannten Platzanlage sowie der als Via dei Servi (auch: Via de’ Servi) bezeichneten Verbindungsstraße zwischen der Kathedrale von Florenz und der Kirche der Serviten.
Die bereits ab der Mitte des 14. Jahrhunderts nachweisbare Verehrung eines Freskos der Verkündigung von Santissima Annunziata führte zu einer ungewöhnlich stark ausgeprägten Praxis der Hinterlassung wächserner Votivgaben durch die Gläubigen. Die große Zahl dieser Wachsobjekte, darunter teilweise lebensgroße Statuen und sogar Skulpturen von Reitern in Lebensgröße, prägten bis ins 18. Jahrhundert hinein das Aussehen des Kirchenraums, aber auch die Ladengeschäfte von Händlern in der Via dei Servi. Diese kulturelle Praxis wurde vor allem von Julius von Schlosser ausführlich untersucht und gewürdigt.

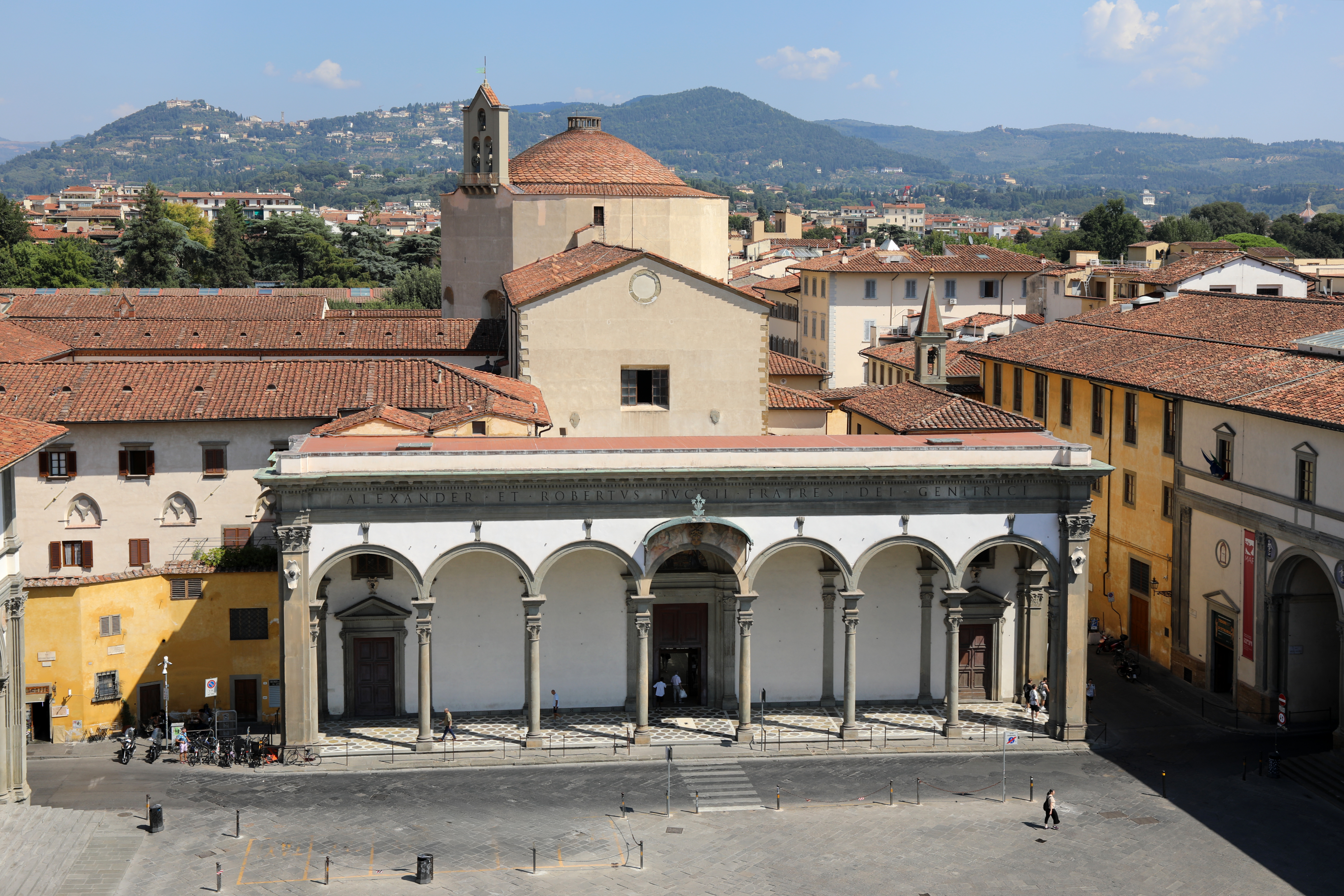
Kirchenanlage aus erhöhter Ansicht über den Platz
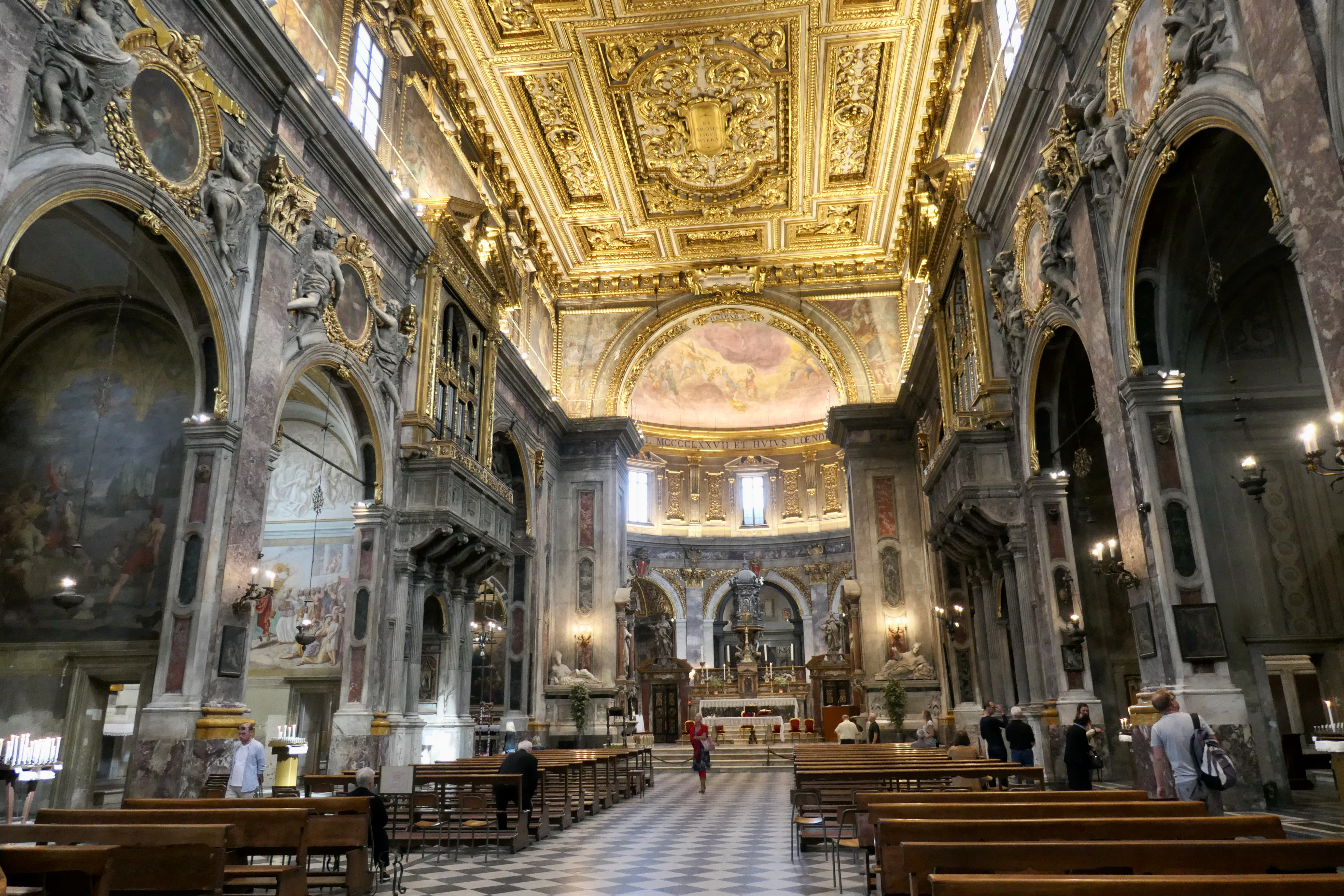
Innenraum
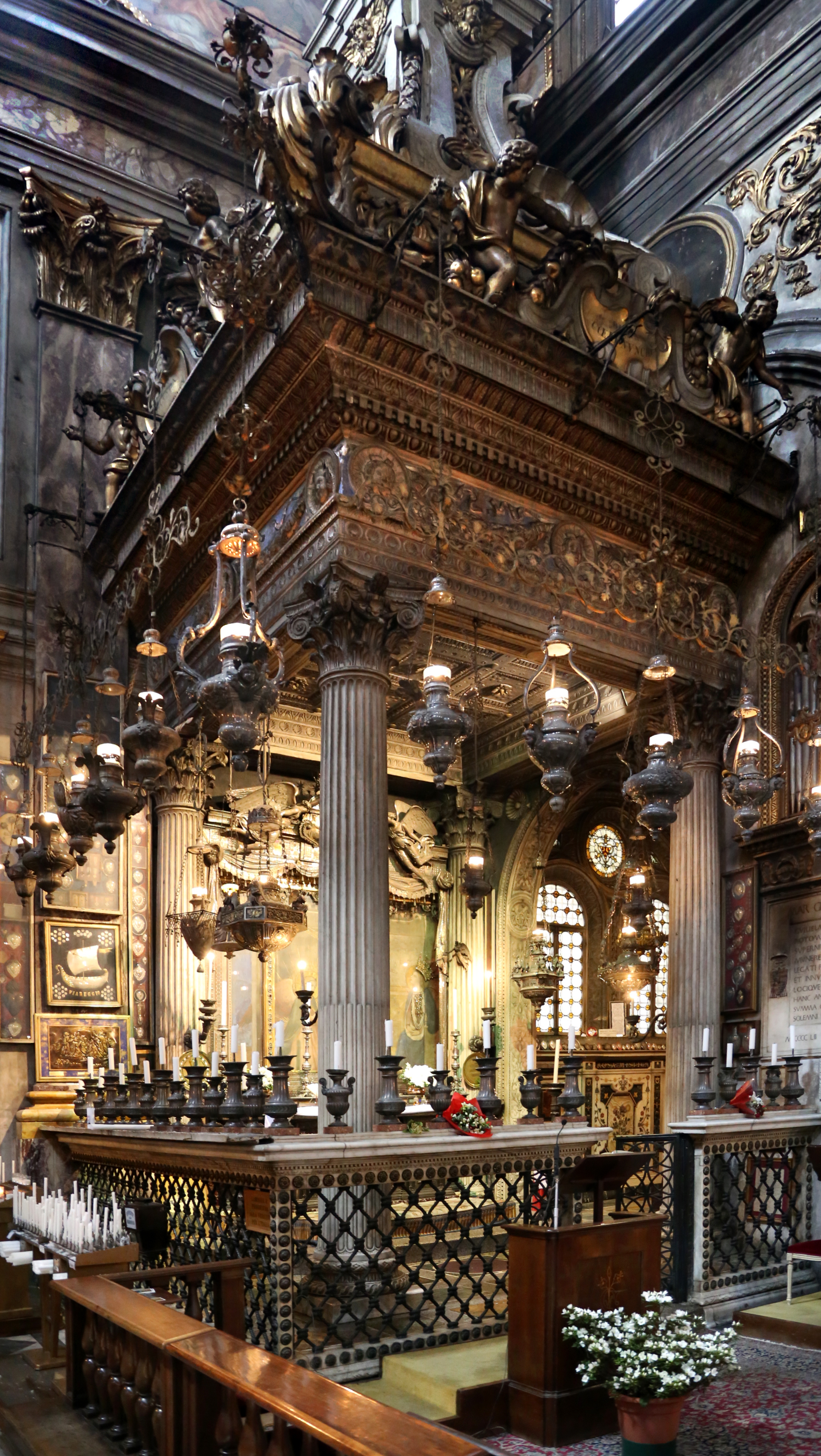
Tabernakel der Verkündigung
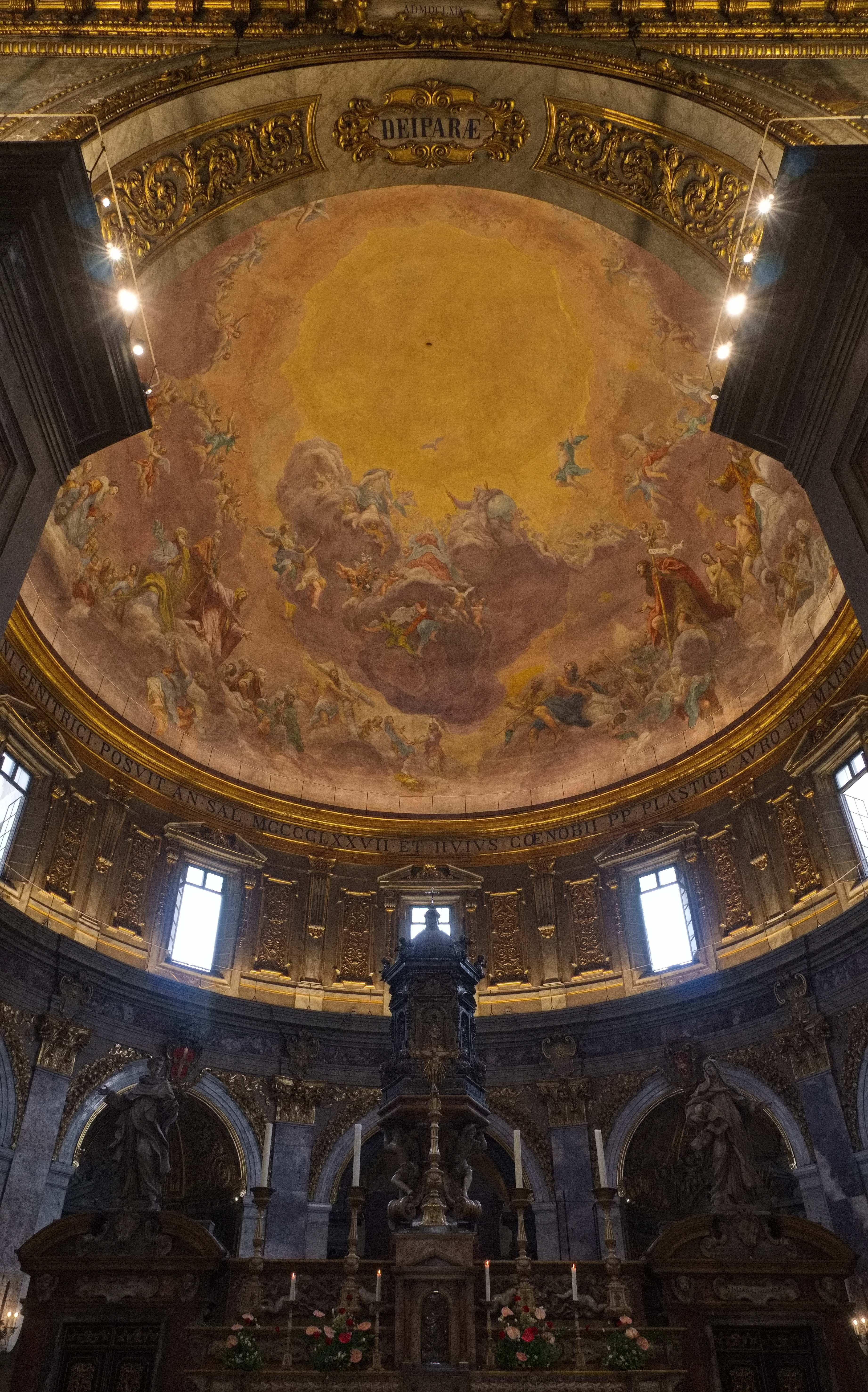
Apsis-Rotunde (Tribuna)
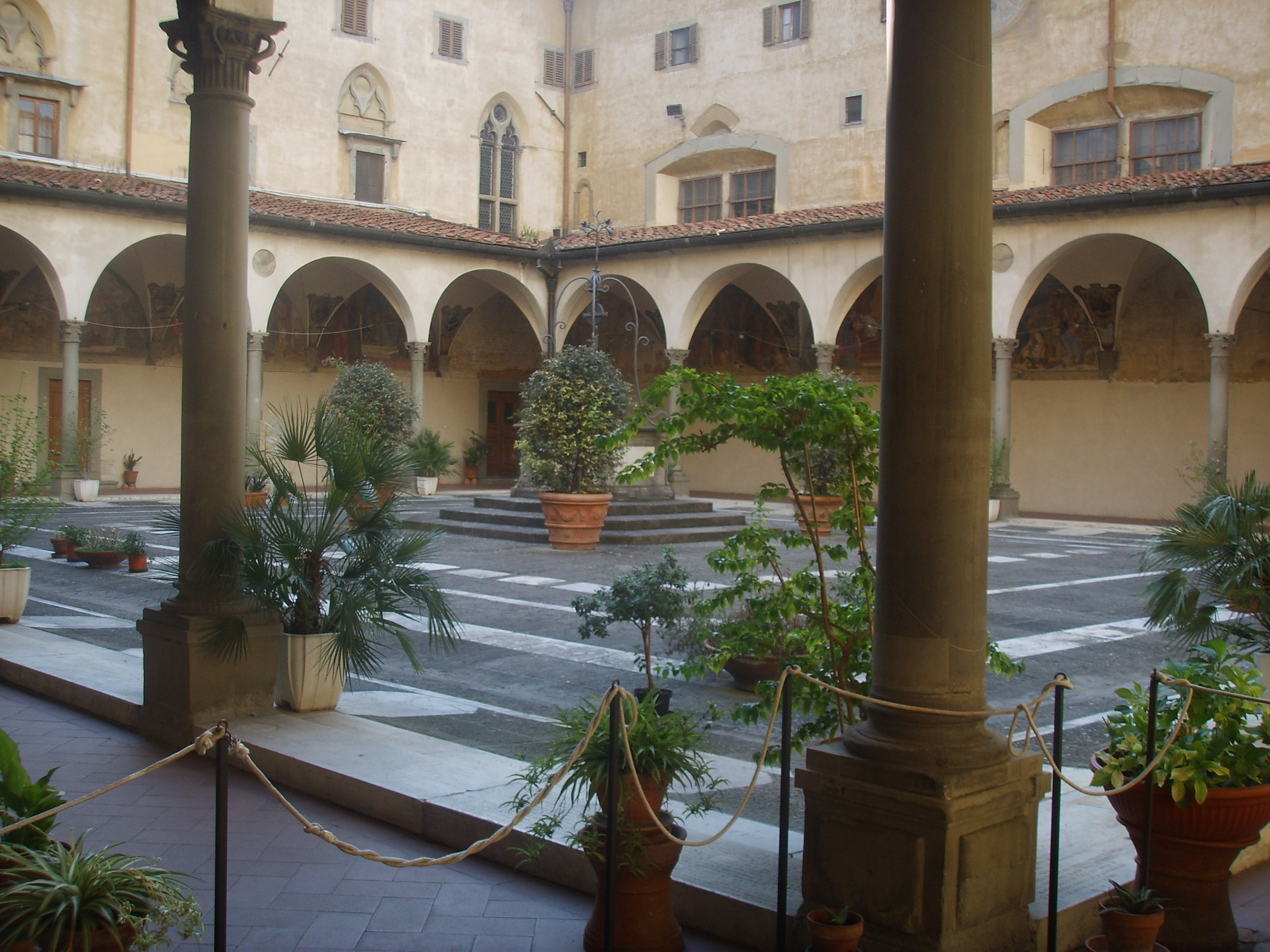
Großer Kreuzgang (Chiostro dei Morti)

## Architektur
Santissima Annunziata ist eine nach Norden ausgerichtete, einschiffige Saalkirche auf kreuzförmigem Grundriss. Der Kern des heutigen Gebäudes geht auf den vierten Erweiterungsbau zurück, der etwa ab 1440 von Michelozzo ausgeführt wurde. Das durch Pier Francesco Silvanis Umbauten der 1660er und 1670er Jahre barock überformte Langhaus wird von jeweils fünf Kapellen flankiert, die weitestgehend durch Durchgänge miteinander verbunden sind. Nördlich des Querarms schließt das Schiff durch eine enorme Rotunde ab, die von einem Kranz aus neun Kapellen umschlossen wird. Links von dieser sogenannten Tribuna befindet sich die Sakristei.

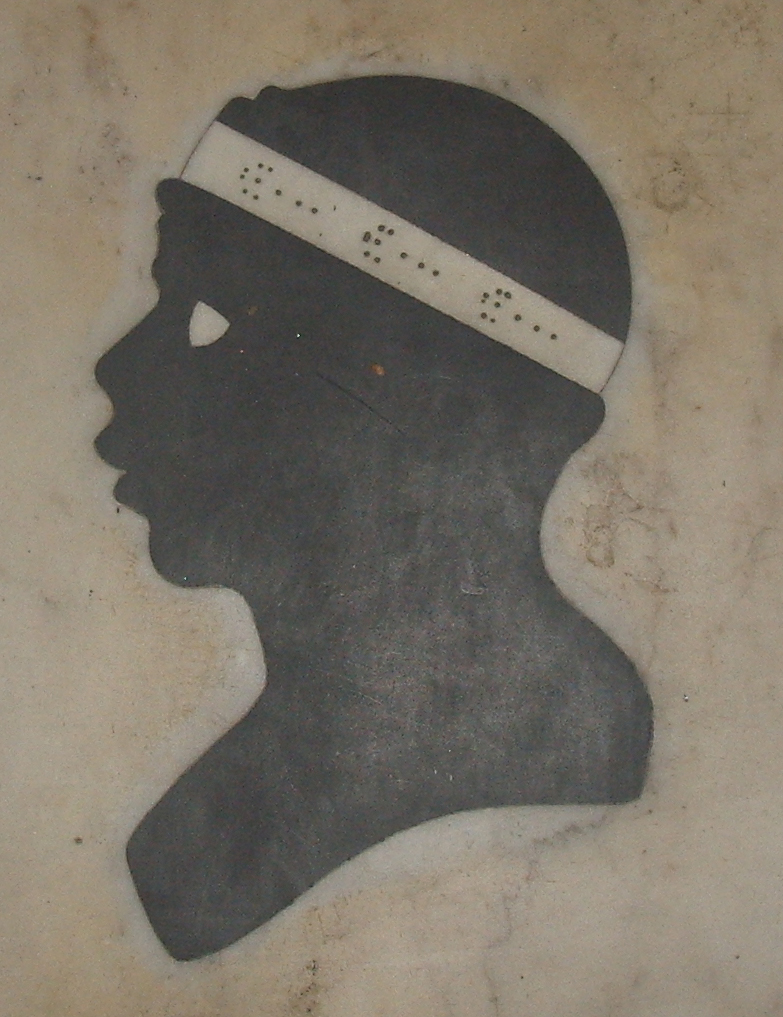
Wappen der Pucci im Fußboden

Vor der Kirche befindet sich der sogenannte Chiostrino dei Voti, dem ursprünglich eine von zwei Säulen getragene Loggia vorgeblendet war. Sie wurde ab 1601 durch die florentinische Familie Pucci zu einer imposanten siebenbögigen Loggia erweitert. Mit dieser Form nimmt ihr Architekt Giovanni Battista Caccini die ältere Fassade des angrenzenden Ospedale degli Innocenti auf, die von Filippo Brunelleschi stammt, sowie die ab 1516 von Antonio da Sangallo dem Älteren gebaute Loggia dei Servi di Maria die rechts der Kirche den Platz im Westen abschließt. Der Bau diente auch dem Orden. Westlich des Kirchenbaus der Santissima Annunziata befindet sich das Konventsgebäude mit zwei großen Kreuzgängen, einer Bibliothek und zahlreichen Funktionsräumen. Mehr als die Hälfte dieser Gebäudetrakte wird heute vom Istituto Geografico Militare und der Universität Florenz genutzt und ist über die Piazza di San Marco beziehungsweise die Via Cesare Battisti zugänglich.

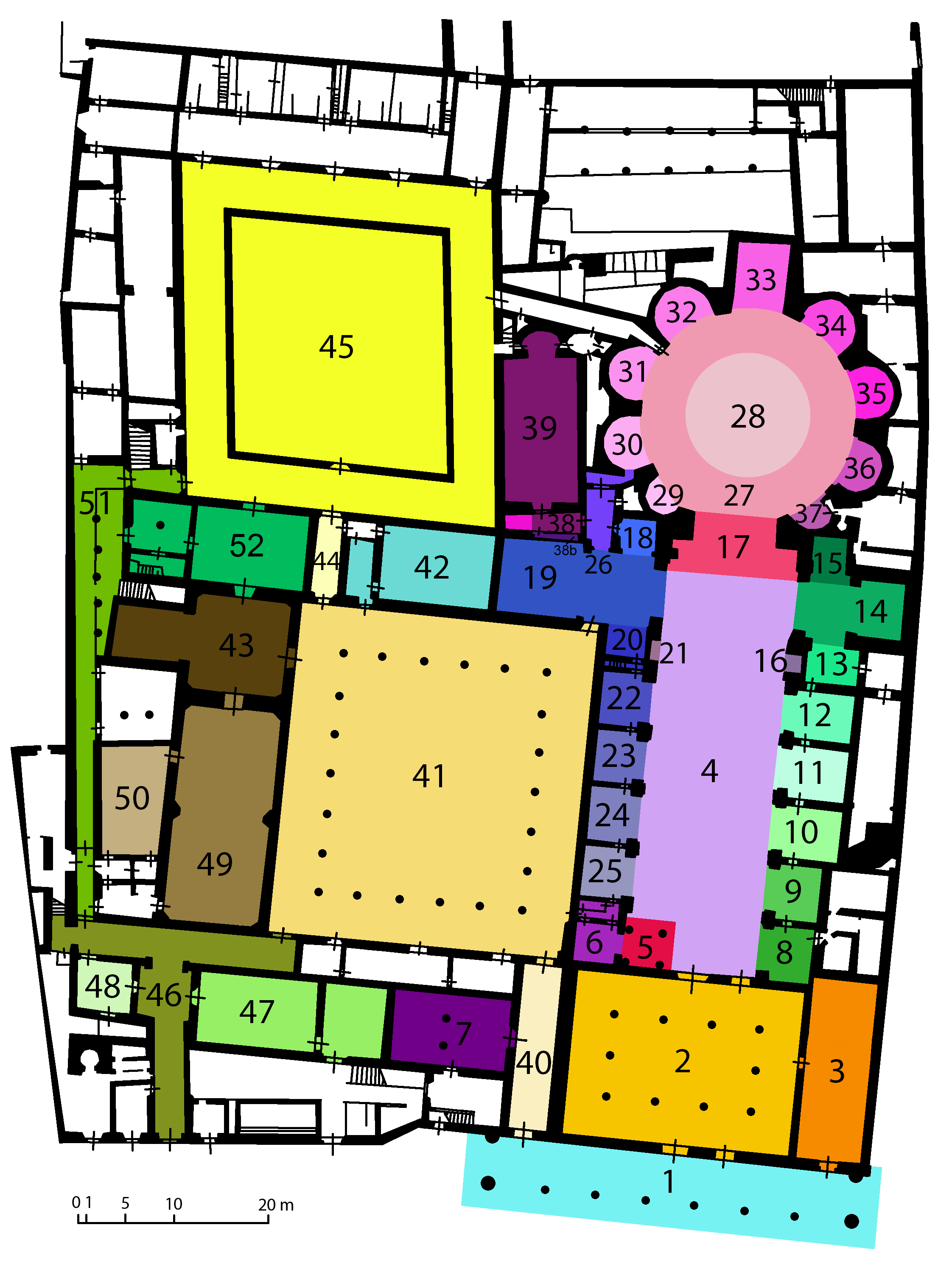
Grundriss des Baukomplexes der Santissima Annunziata und seiner Ausstattung

## Ausstattung

### Chiostrino dei Voti(oderdei Bóti)

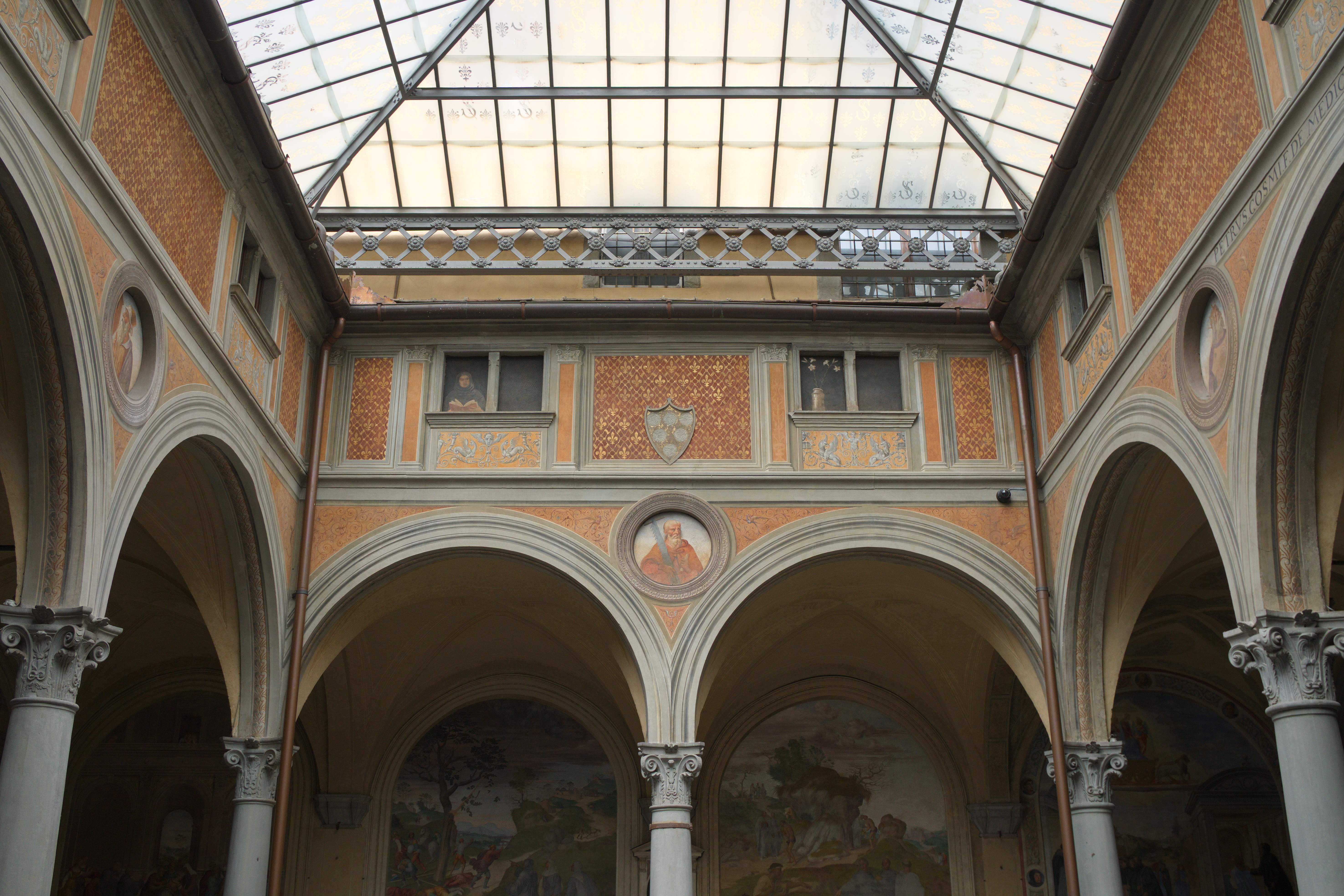
Chiostrino dei Voti, Wanddekorationen von Andrea Feltrino (1510–14) und dem Glasdach aus dem 19. Jh.

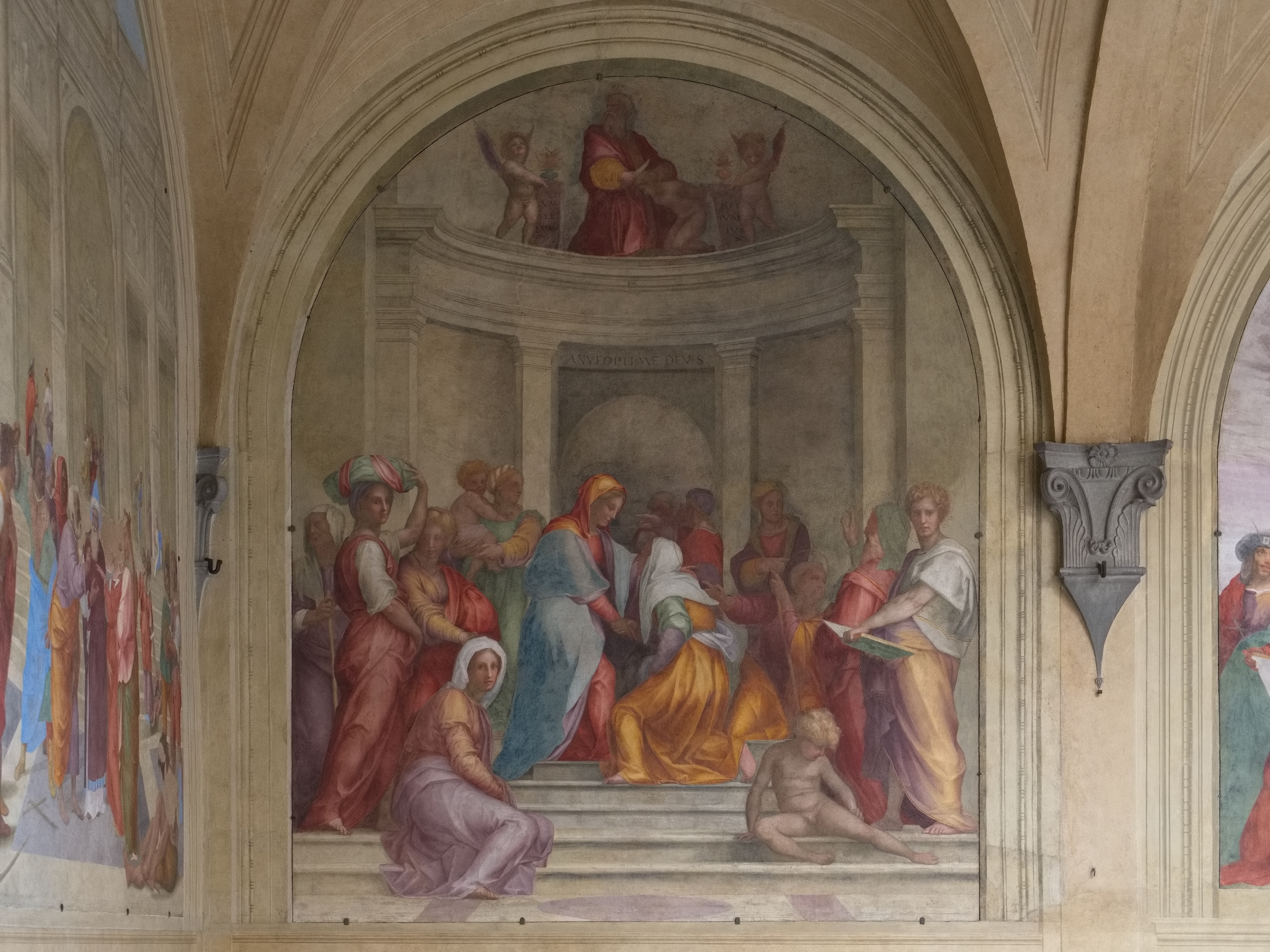
Pontormo, Heimsuchung Marias, 1516

Der Vorhof, der seinen Namen den im späten 17. und 18. Jahrhundert aus ästhetischen und bautechnischen Gründen hierhin ausgelagerten Votivgaben (ital. voti, im Dialekt bóti) verdankt, ist von vierzehn kreuzgewölbten Jochen umfangen. Unter Großherzog Leopold II. wurde der Hof mit einem Glasdach versehen, um die bedeutende Freskenausstattung vor klimatischen Einflüssen zu schützen.
In den Lünetten entstanden nach zwei ersten, 1463 beziehungsweise 1475 entstandenen Fresken Alesso Baldovinettis und Cosimo Rossellis ab 1509 bedeutende Bildzyklen der Hochrenaissance. Die Fresken Andrea del Sartos und seiner beiden hervorragendsten Schüler, Jacopo da Pontormo und Rosso Fiorentino, zeigen Szenen der Legende des Ordensheiligen Filipp Benizi sowie aus dem Marienleben. Die Verkündigung Marias der erst 1517 abgeschlossenen Serie stammt von Franciabigio.
Östlich des Vorhofs befindet sich das Oratorio di San Sebastiano, westlich als Pendant dazu ein Durchgang von der Piazza zum großen Kreuzgang.

### Verkündigungsfresko und Tabernakel
Ihre besondere Bedeutung erlangte Santissima Annunziata vor allem durch ein Fresko der Verkündigung an Maria, das sich heute beim Betreten der Kirche auf der linken Seite an der Gegenfassade? befindet. Das großformatige Gnadenbild, das vermutlich um 1350 von einem florentinischen Maler angefertigt wurde, umgab schnell die Legende, um 1250 von einem angeblichen „Meister Bartolommeo“ begonnen und von einem Engel zu Ende geführt worden zu sein. Die tatsächliche Urheberschaft ist umstritten. Im 16. Jahrhundert wurde das Fresko unter anderem dem Heiligen Lukas sowie Pietro Cavallini zugeschrieben. Von der neueren Forschung wird unter anderem eine Zuschreibung an Matteo di Pacino oder Orcagna diskutiert. Eine älteste bekannte Kopie ist 1369 datiert.

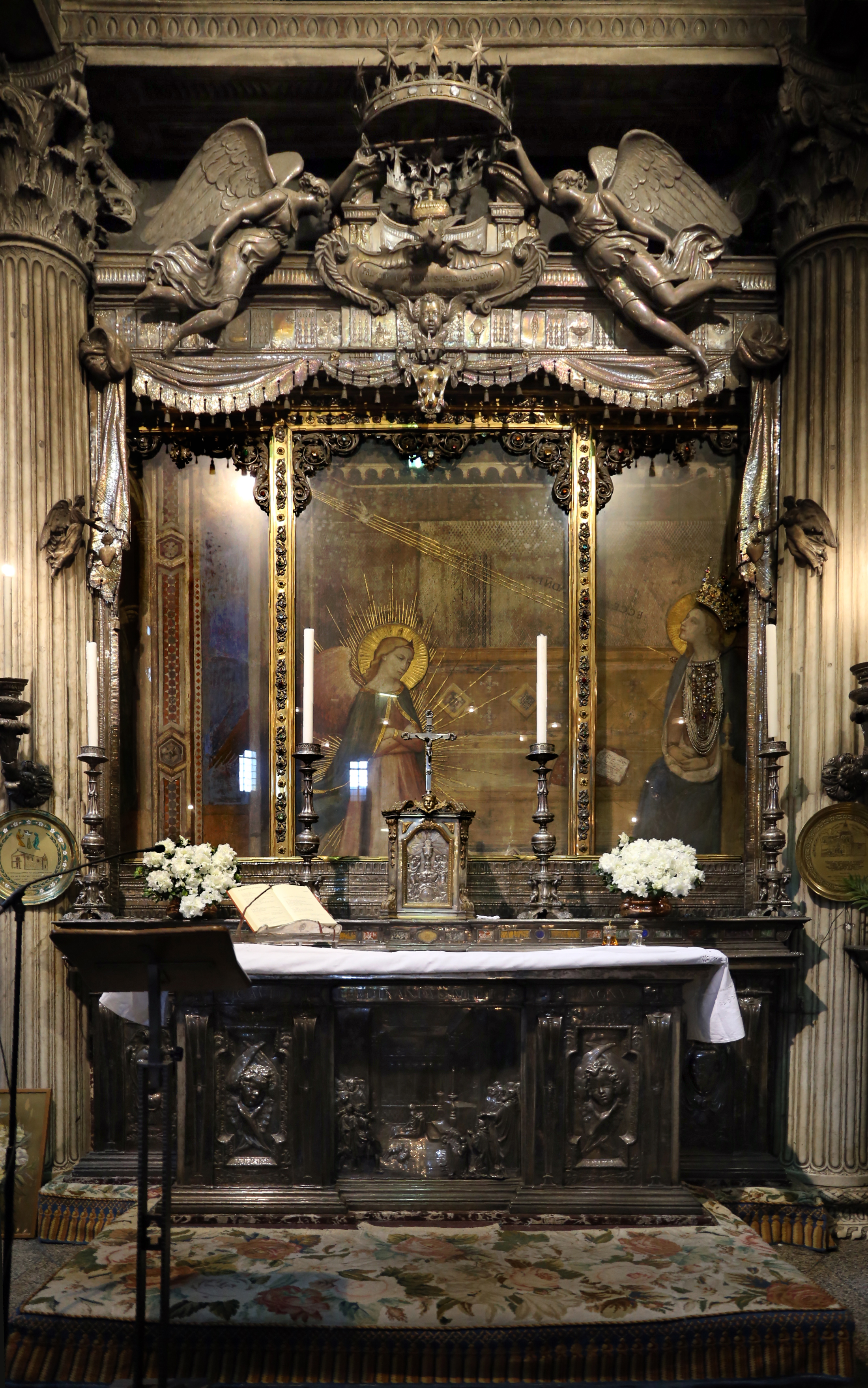
Das um 1350 entstandene Verkündigungsfresko

Im Auftrag von Piero de’ Medici entwarf Michelozzo di Bartolommeo 1447 den heute sichtbaren, mehr als fünf Meter hohen Tabernakel, der das Bild schützend rahmen sollte und zugleich eine Art Kapellenraum bildet. Ausgeführt wurde die Arbeit durch Pagno di Lapo Portigiani. Die Weihe fand 1452 statt. Später wurde der Tabernakel durch barocke Aufbauten ergänzt. Piero ließ sich außerdem in der unmittelbar angrenzenden Langhauskapelle ein privates, durch eine separate Tür vom Hof aus erreichbares Oratorium einrichten, mit dem er sich einen exklusiven Zugang zum Gnadenbild schuf.

### Östliche Kapellen und rechter Querarm (Auswahl)

#### Cappella dell’Addolorata (di Santa Maria Maddalena)
An der nördlichen Wand der fünften Kapelle der rechten Längshausseite befindet sich das wohl nach 1456 geschaffene Marmorgrab Orlando di Guccio de’ Medicis, das Bernardo Rossellino zugeschrieben wird.

#### Cappella di Santa Barbara e San Quirico
Die Kapelle diente den deutschen und flämischen Landsmännern in Florenz (Compagnia dei Tedeschi e Fiamminghi), vorrangig Kaufleute, für Gebete und Messen. Hier ist unter anderem der Maler Giovanni Stradano in einem von seinem Sohn Scipio gestalteten Grab bestattet.

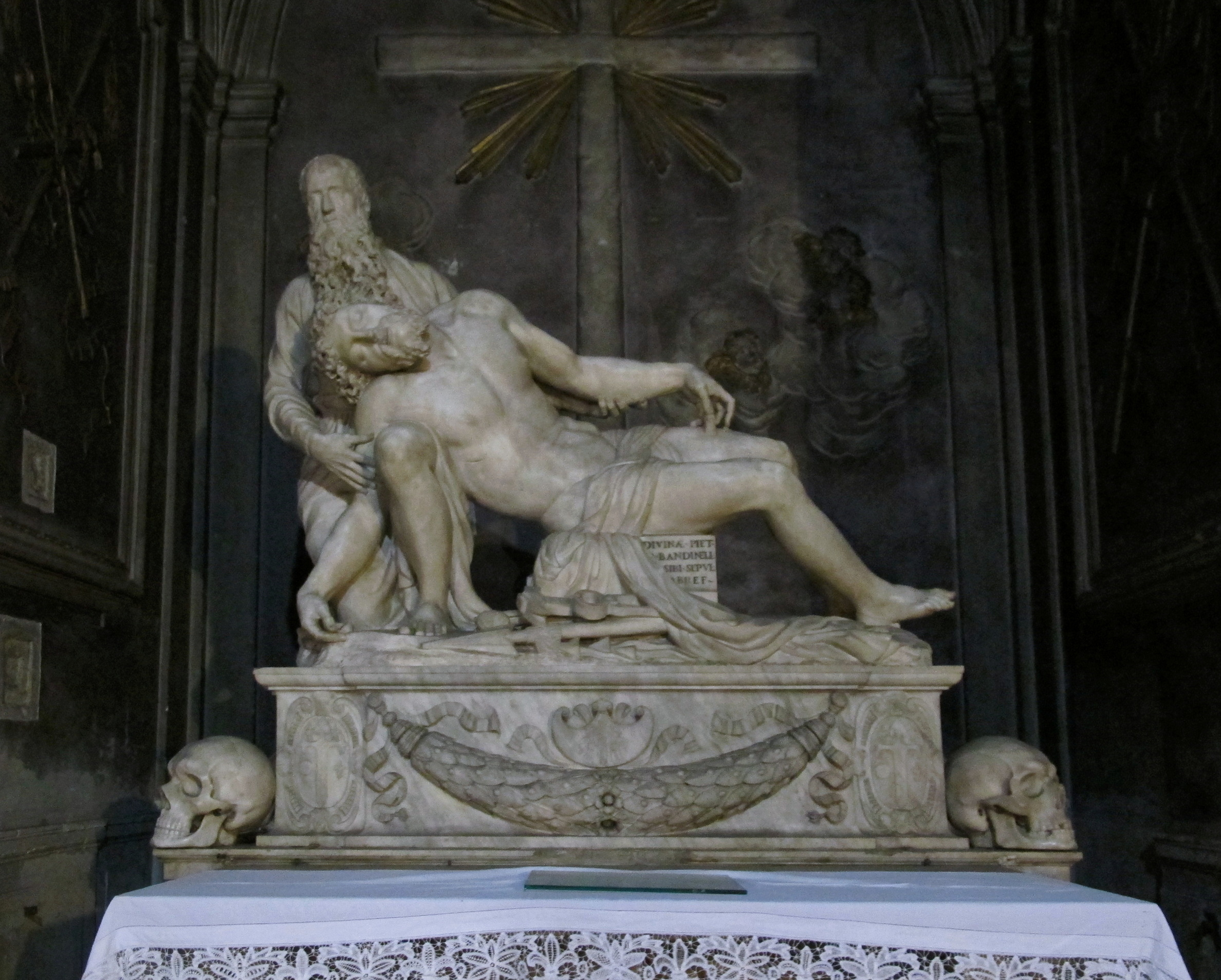
Die Pietà Baccio Bandinellis

#### Cappella della Pietà
In der Kapelle unmittelbar rechts des Chorbereichs stellte sich der Bildhauer Baccio Bandinelli in der Gestalt des Nikodemus selbst dar. Die 1559 datierte Pietà aus weißem Marmor entstand unmittelbar vor dem Tod des Künstlers im Jahr 1560.

### Westliche Kapellen und linker Querarm (Auswahl)

#### Cappella Montauto
Die Cappella di San Girolamo, die in den 1560er Jahren im Auftrag der Familie Montauto durch Alessandro Allori ausgestattet wurde, paraphrasiert römische Hauptwerke Michelangelos, vor allem aus der Decke der Sixtinischen Kapelle und seinem Jüngsten Gericht. Bei späteren Restaurierungen wurde unter der Altartafel Alloris ein bedeutsames Fresko des Quattrocentos von Andrea del Castagno wiederentdeckt.

### Apsis-Rotunde (Tribuna)

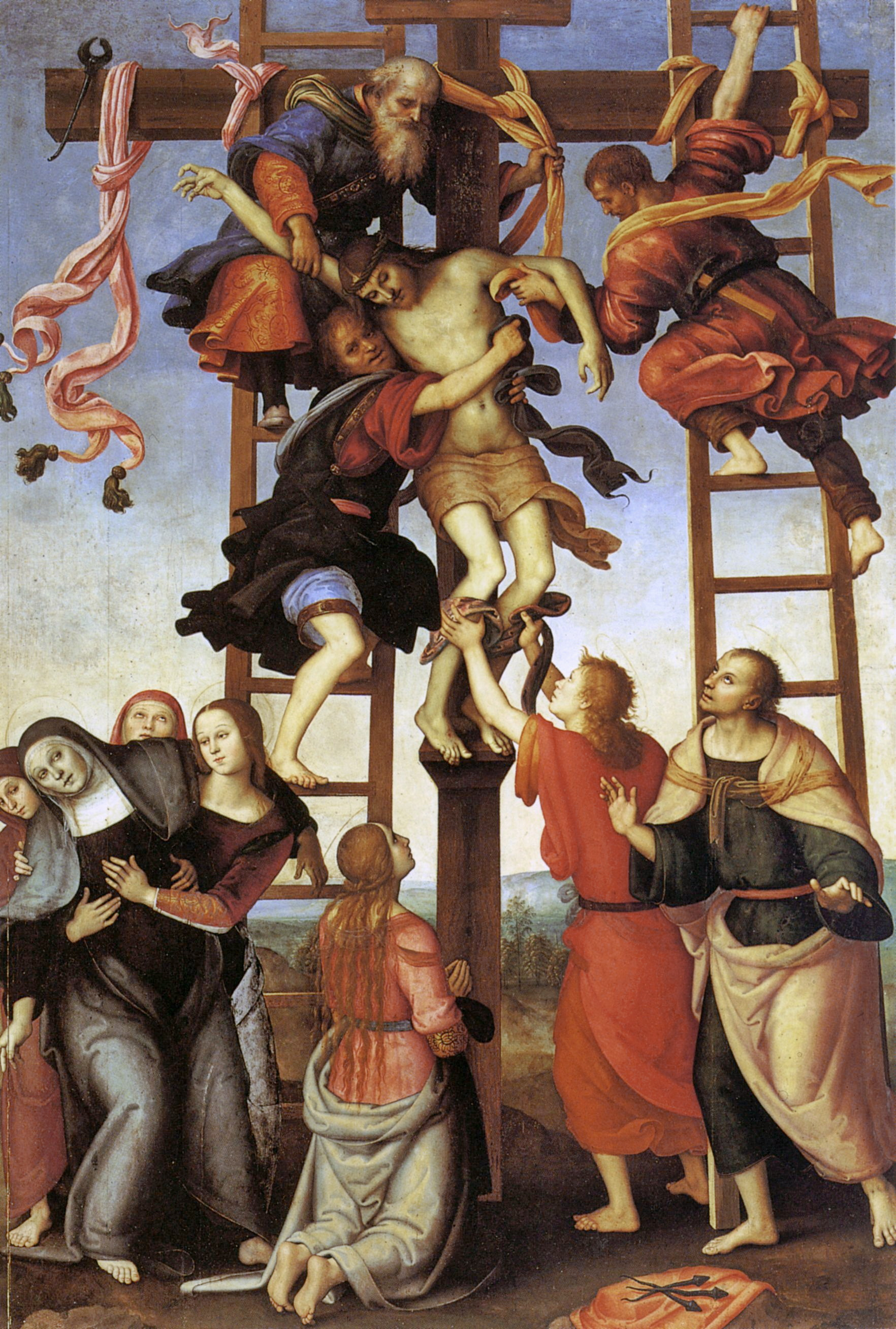
Früherer Hauptaltar von Filippino Lippi und Pietro Perugino, dat. 1504–1507 (heute Galleria dell’Accademia)

Der Entwurf für die 1444 begonnene und von Michelozzo ausgeführte Rotunde, durch welche die Kirche um etwa ein Drittel verlängert wurde, wird traditionell Leon Battista Alberti zugeschrieben. Unter der enormen Spannweite der Kuppel befindet sich der Chorbereich, dessen heutiges Aussehen aus dem 17. Jahrhundert stammt. Ihre Ausmalung erfolgte zwischen 1680 und 1683 durch Baldassarre Franceschini, genannt Il Volterrano.
Zwischen der Tribuna und dem Langhaus befindet sich der ebenfalls barocke Altar, der eine ältere Anlage des frühen 16. Jahrhunderts ersetzt: Nachdem ein an Leonardo da Vinci vergebener Auftrag für den Hochaltar gescheitert war, wurde dieser durch Filippino Lippi angefertigt und nach Lippis Tod von Pietro Perugino vollendet. Diese Tafel befindet sich heute in der florentinischen Galleria dell’Accademia.

#### Cappella della Natività
Hier befinden sich wichtige Tafeln von Alessandro und Cristofano Allori sowie Jacopo Ligozzi und Domenico Cresti.

#### Cappella della Risurrezione
In der Kapelle links der Hauptchorkapelle (der Cappella della Madonna del Soccorso) befindet sich mit einer Auferstehung Christi ein Hauptwerk Agnolo Bronzinos. An der linken Seitenwand dieser Kapelle befindet sich außerdem ein von Giorgio Vasari besonders gelobter Heiliger Rochus des nordalpinen Bildhauers Veit Stoß.

#### Cappella della Madonna del Soccorso
Nachdem Bandinelli gescheitert war, die zentrale Hauptchorkapelle zu erwerben, gelang dies seinem Bildhauerkollegen Giambologna 1594. Er stattete die Kapelle in den Folgejahren aufwendig aus und konzipierte sie als persönliche Grablege, aber auch als mögliche Begräbnisstätte für andere flämische Künstler, die keine Angehörigen in der Stadt hatten. Der skulpturale Schmuck der Kapelle stammt außer von Giambologna von seinen Schülern und Mitarbeitern Pietro Francavilla sowie Pietro Tacca, der hier ebenfalls bestattet ist. Die Ausmalung stammt primär von Ligozzi und Giovanni Battista Paggi.

### Weitere Ausstattung

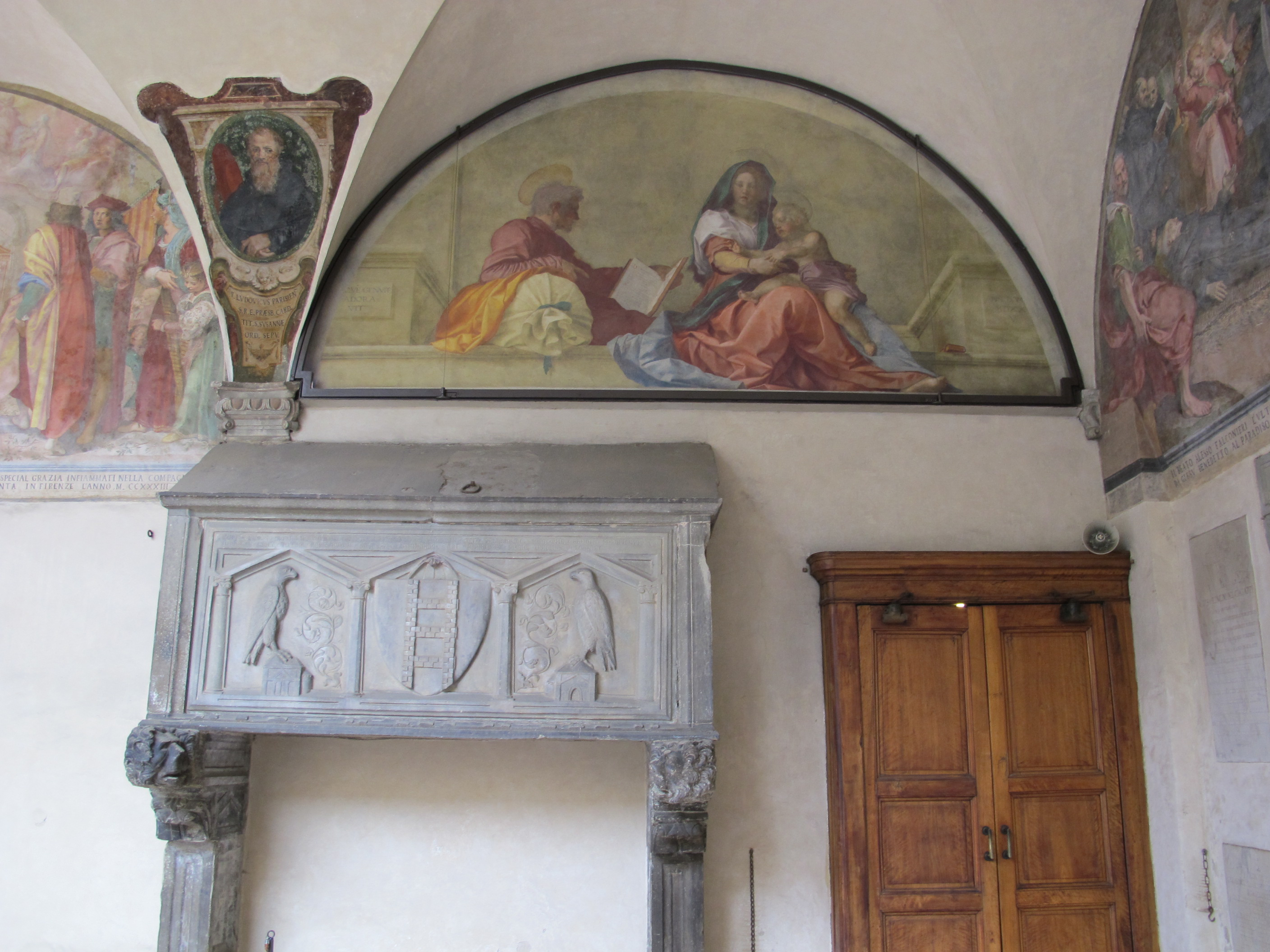
Andrea del Sarto, Fresko der Madonna del Sacco (1525)

#### Großer Kreuzgang (Chiostro dei Morti)
Im sogenannten Chiostro dei Morti, dem größten Kreuzgang des Konvents, wurden kurz nach 1600 in 24 Bildfeldern die Ordensheilige der Serviten dargestellt. Die Maler sind Bernardino Poccetti, Ventura Salimbeni, Arsenio Mascagni und Matteo Rosselli.
Zu den Hauptwerken der Kirche zählt ferner Andrea del Sartos Madonna del Sacco von 1525. Das Fresko befindet sich über der Verbindungstür des westlichen Querarms zum großen Kreuzgang und wurde besonders im Rahmen der europäischen Grand Tour kunstinteressierter Reisender vielfach bewundert und kopiert.
Vom großen Kreuzgang aus ist auch der Kapitelsaal im Nordwestflügel erreichbar, der vor allem mit nach 1722 angefertigten Dekorationen geschmückt ist, sowie das Refektorium mit einem großen Fresko von Santi di Tito.

#### Cappella di San Luca

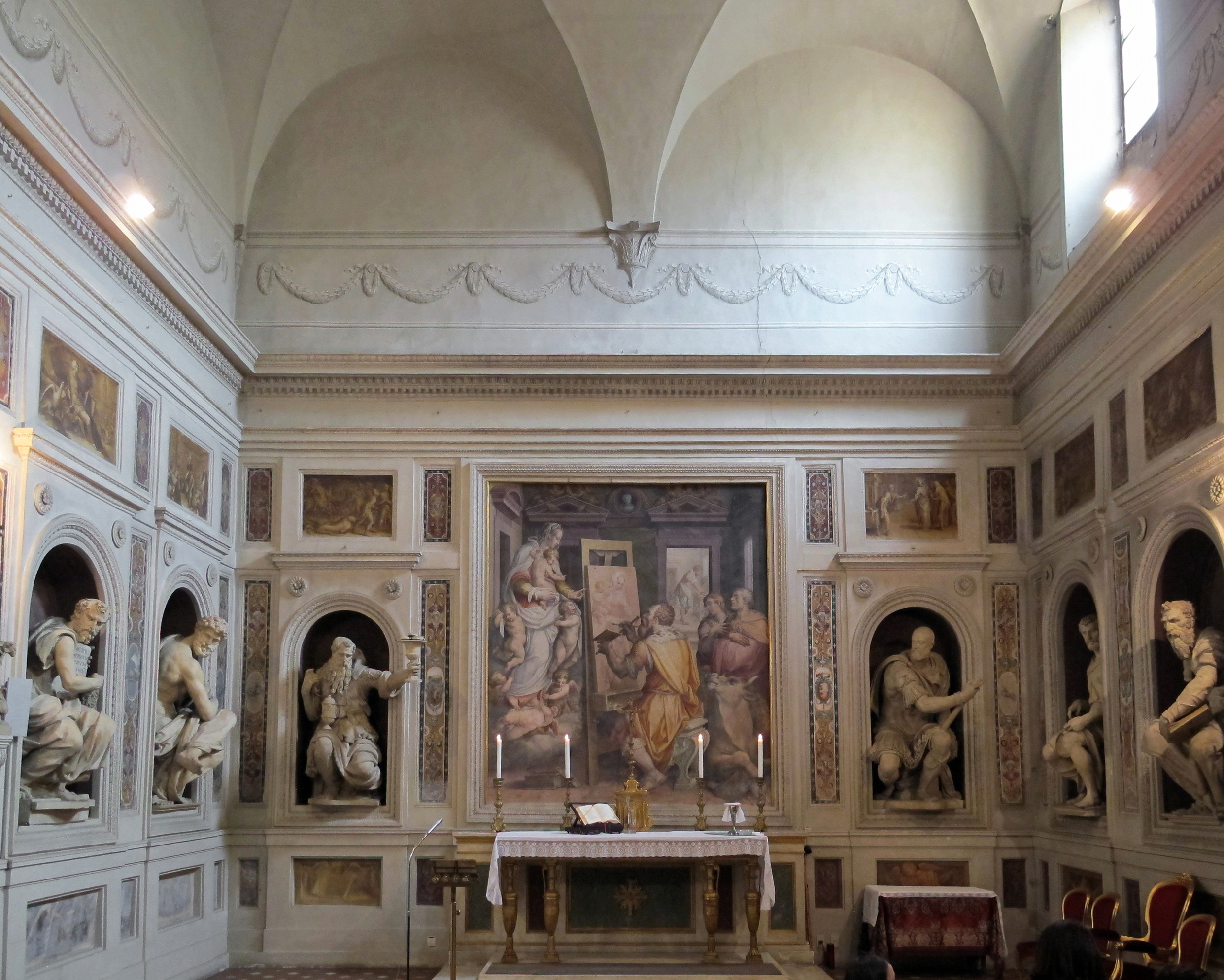
Die Cappella di San Luca

Der ehemalige Kapitelsaal am nördlichen Arm des großen Kreuzgangs wurde 1561 auf Betreiben von Giovanni Angelo Montorsoli der sich gerade formierenden Künstlervereinigung der Accademia del Disegno überlassen. Ihre Mitglieder, neben Montorsoli vor allem Giorgio Vasari, Alessandro Allori und Santi di Tito, statteten die Kapelle in den Folgejahren bis etwa 1575 neu aus. Neben weiteren Künstlern sind hier Jacopo da Pontormo und Benvenuto Cellini bestattet. Bis zu einer baulich veränderten Neuausrichtung des Raums im frühen 19. Jahrhundert war die Kapelle der Heiligen Trinität geweiht, später wurde sie nach dem Heiligen Lukas benannt.
In der Kapelle befindet sich eine funktionsfähige Orgel von 1702. Darüber hinaus wird der Raum heute zur Aufbewahrung weiterer Kunstwerke genutzt, darunter vor allem ein Frühwerk Pontormos (Madonna mit Heiligen, dat. 1514) und ein Antonio di Francesco da Sangallo zugeschriebenes Kruzifix, das um 1500 entstanden ist.